# Wittenau (métro de Berlin)
Wilhelmsruher Damm
Wittenau est une station du métro de Berlin à Berlin-Wittenau. C'est le terminus nord de la ligne U8. Elle dispose de correspondances avec des multiples liaisons autobus — la plupart en direction du Märkisches Viertel — et S-Bahn, le S1 et le S85.

## Histoire
Comme les deux stations précédentes de la ligne, Wittenau a été inaugurée le 29 septembre 1994. Elle fut d'abord connue sous le nom de Wilhelmsruher Damm, le nom de l'allée sous laquelle se trouve la station, avant de trouver son nom actuel. Le décor est jaune et vert.